# 菲奥娜·格里纳姆
菲奥娜·格里纳姆（英語：Fiona Greenham，1976年5月19日—），英国女子曲棍球运动员。她曾代表英格兰参加1998年英联邦运动会曲棍球比赛，获得一枚银牌。她也曾参加2000年夏季奥运会。